# Sung Si-bak
Sung Si-bak (Seul, 18 febbraio 1987) è un pattinatore di short track sudcoreano.
Ha vinto due medaglie d'argento ai Giochi olimpici di Vancouver 2010.

## Biografia
Alle Universiadi del 2007 ha vinto tutte le distanze previste nella competizione (500m, 1000m, 1500m, 3000m e 5000m relay). Si-Bak in tutta la sua carriera ha vinto più di venti gare in e guadagnato due titoli di coppa del mondo. Ha fatto inoltre parte della staffetta campione del mondo 2007/2008. Si è inoltre qualificato per le Olimpiadi invernali del 2010 a Vancouver, Canada.

## Carriera
Si-Bak ha iniziato a pattinare quando frequentava la scuola elementare per volere dei suoi genitori, sperando che lo sport lo avesse reso più forte. Così Si-Bak decise di intraprendere una carriera agonistica e allenarsi come un professionista. La carriera di Si-Bak nello Short Track è stata un vero successo. Nella stagione 2007/2008 è arrivato primo nella distanza dei 500m, nel 2008/2009 secondo e nella stagione 2009/2010 terzo. Nel 2009 ha inoltre segnato il record del mondo nella distanza dei 500m, con il tempo di 40.651, rendendolo a tutti gli effetti il coreano più forte della storia in questa distanza. Nel 2007 e nel 2008, faceva parte della staffetta campione del mondo. Insieme ai suoi compagni di squadra, ha vinto i mondiali a squadre nel 2009, è arrivato terzo nel 2008 e secondo nel 2007. Si-Bak è stato inoltre scelto come partecipe delle olimpiadi, in ben 4 distanze. 500, 1000,1500 e 5000 metri a squadre. Nella prima distanza dell'evento, i 1500 metri, Si-Bak era uno dei candidati per la medaglia. All'ultimo gro, si trovava in seconda posizione, alle spalle del connazione Lee Jung-Su, quando all'ultima curva, Ho-Suk, anch'esso connazionale, tenta il sorpasso, facendo cadere Si-Bak e regalando argento e bronzo a Apolo Ohno e Jr Celski. Nei 500 metri, la sua distanza, è stato leader della gara dal terzo giro, fino alla fine, potendo segnare un nuovo record del mondo. All'ultima curva però, scivola, arrivando terzo finale. Grazie ad una squalifica di Apolo Ohno, riesce a chiudere la gara secondo. Arriva invece solo alla finale B nei 1000 metri. A causa della scarsa prestazione nella stagione successiva, ovvero 2010/2011, Si-Bak non è più nella squadra nazionale coreana.